# Frente Unido de Liberación Nacional (Paraguay)
Frente Unido de Liberación Nacional (FULNA) fue un movimiento guerrillero controlado por el Partido Comunista Paraguayo, nacido con el objetivo de luchar contra la dictadura de Alfredo Stroessner. El FULNA fue fundado en 1960, aunque para el fin de esa década el movimiento ya se encontraba virtualmente erradicado por las Fuerzas Armadas de Paraguay, siendo sus miembros arrestados, ejecutados, encarcelados, torturados o caídos en acción. Una de sus unidades, la «Columna Mariscal López», continuó existiendo hasta la década de 1970, cuando fue finalmente erradicada.
Entre sus principales líderes se encontraban los veteranos de la guerra del Chaco Fabián Zaldívar Villagra, Lorenzo Arrú, como así también el dirigente marxista Óscar Creydt. 

## Historia
Su lanzamiento se dio en Montevideo, Uruguay, en un acto donde contaron con la presencia de Salvador Allende en la Universidad de la República el 15 de septiembre de 1959. Además de opositores del régimen de Alfredo Stroessner de todas las índoles, el grupo estaba conformado principalmente por militantes del Partido Comunista Paraguayo, que sentían que sus huelgas generales contra la dictadura habían sido infructuosas y que buscaban seguir el legado del Movimiento 14 de Mayo (M-14), aprendiendo de sus errores y sumando a los miembros que todavía sobrevivían de aquél, aunque juzgaron «burguesas» las experiencias del M-14, por lo que proclamaban inminente una incursión armada en Paraguay. El éxito de la Revolución Cubana los había entusiasmado en que la lucha armada era la mejor vía de llegar al poder y acabar con la dictadura.
A pesar de renegar de la experiencia del M-14, inicialmente intentaron valerse de sus mismas estrategias al instalarse en localidades fronterizas de la Argentina con Paraguay. La intención, una vez controlada extensiones del territorio paraguayo, era convencer al campesinado de unirse a las filas de la organización para el derrocamiento de Alfredo Stroessner y el establecimiento de un Estado marxista en Paraguay. Al igual que el M-14, sus líderes intelectuales se encontraban en Buenos Aires, bajo las órdenes de Óscar Creydt. En mayo de 1960 intentaron la primera excursión cruzando el río Paraná desde Argentina desde Formosa y Misiones con la «Columna Ytororó». La operación fue un fracaso total, y Creydt pasó de promover el foquismo al maoísmo; los miembros del FULNA fueron abatidos, tomados prisioneros, torturados y desaparecidos por centenas. A diferencia de la experiencia con el M-14, las Fuerzas Armadas argentinas y la SIDE ya no tenían intención de prestar ayuda a grupos que quisieran derrocar a Stroessner. A lo largo de la década de 1960, la guerrilla intentó ataques a cuarteles policiales, y la creación de pequeños grupos de campesinos para luchar contra latifundios. A pesar de modestos éxitos, las represalias del régimen, que terminaban con la captura de los campesinos involucrados y otros, finalizaban en matanzas masivas de aquellos y sin la posibilidad de que los miembros de la guerrilla acudiesen a su defensa.
El general Patricio Colmán fue quien se encontró a cargo de las operaciones de contrainsurgencia, detectando campamentos, infiltrando agentes y arrojando prisioneros al río Paraná en vuelos de la muerte, aunque los militares paraguayos siempre negaron aquello, alegando que simplemente caían en combate en las márgenes del río. Los vuelos además contaban con la colaboración de autoridades argentinas y uruguayas. Colmán se enfrentó a tiros el 17 de mayo de 1970 con el miembro del FULNA Arturo López Areco (alias «Agapito Valiente»), quien falleció en el enfrentamiento, aunque le dejó graves secuelas a Colmán, quien murió de aquellas en Washington D. C., mientras esperaba ser tratado de ellas.
El fracaso de la campaña llevó a que Creydt, que en ese entonces se encontraba en Vietnam, fuese destituido como presidente del Partido Comunista Paraguayo. Algunos de sus camaradas llegaron a sostener que su torpeza había sido con miras a favorecer a las fuerzas del orden paraguayas, traicionando a sus compañeros y a los campesinos, a los que nunca llegaba la ayuda militar. Creydt, de conducta errática, formó nuevos partidos comunistas sin mucho éxito, algunos con línea trotskista desde Buenos Aires.